# Валезиане

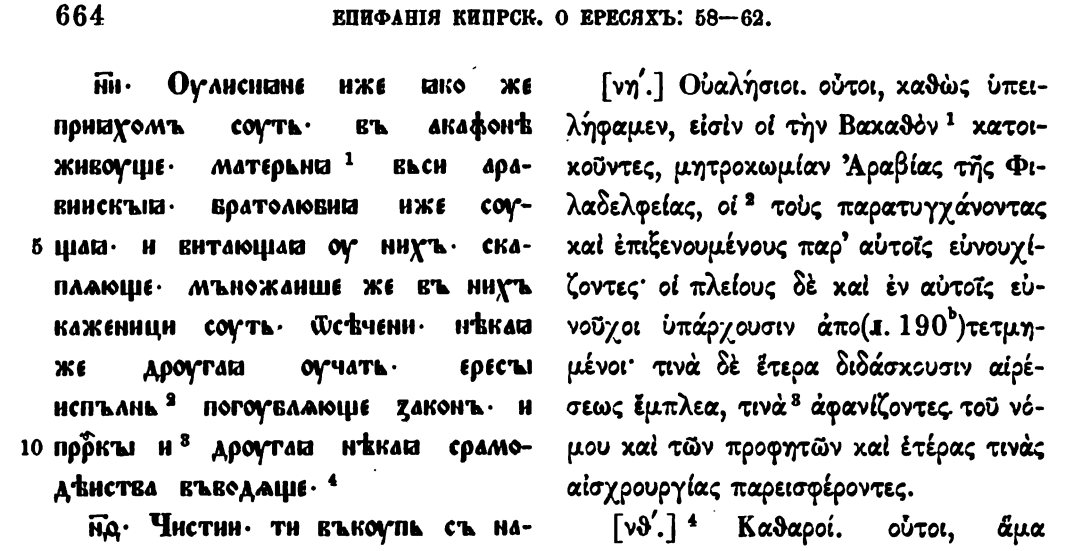
Валисии в книге Бенешевич В. Н. Древнеславянская кормчая XIV титулов без толкования. СПб, 1907. Т. 1.

Валезиа́не, или вали́сии, или валисиа́не (др.-греч. οὐαλήσιοι; лат. valesii; др.-рус. ѹлисинє) — христианская секта III в. По свидетельству святого Епифания Кипрского, она возникла около 240 года в Филадельфии и получила название от Валезия, который, по примеру Оригена, оскопил себя, проповедуя совершенное «умерщвление плоти» и вегетарианство. Когда вокруг Валезия стали собираться последователи, филадельфийский епископ отлучил их от церкви, и валезиане удалились в Каменистую Аравию. Первый Никейский собор осудил оскопление, с тех пор валезиане исчезли.
Валисии упоминаются Епифанием в «Панарионе» в числе 80 ересей и Иоанном Дамаскиным в книге «О ста ересях вкратце», у обоих авторов это 58 ересь. Валисии описаны Августином в книге «De Haeresibus ad Quodvultdeum Liber Unus» и  безымянным автором трактата «Предестинат» (лат. «Praedestinatus»); у обоих авторов это 37 ересь. У Филастрия валисии в его книге «Liber de Haeresibus» не упоминаются.